# Butch Harmon
Pour les articles homonymes, voir Harmon.
Butch Harmon, né le 28 août 1943, est un joueur professionnel de golf reconverti en entraîneur. Il est principalement connu pour avoir entraîné Tiger Woods de 1993 à 2004 après avoir travaillé avec Greg Norman. Après 2004, il a travaillé avec de nombreux joueurs du circuit professionnel comme Phil Mickelson, Ernie Els, Fred Couples ou encore Rickie Fowler. Il est le fils de Claude Harmon, champion des Masters 1948.